# ロス・カサレス・バレンシア
ロス・カサレス・バレンシア（Ros Casares Valencia）は、かつてスペイン・バレンシア州バレンシア県ゴデーリャを本拠地としていた女子バスケットボールチーム。
1996年から2012年までリーガ・フェミニーナ・バロンセストに所属していたが、2014年にはバレンシアBCに統合された。女子ユーロリーグでは3回優勝し、リーガ・フェミニーナでは8回（最多）優勝し、コパ・デ・ラ・レイナでは7回（最多）優勝している。

## クラブ名称
- 1996年-1999年 ポプラール・バスケット・ゴデーリャ
- 1999年-2013年 ロス・カサレス・バレンシア
- 2013年-2014年 ロス・カサレス・ゴデーリャ

## 歴史
バレンシア州バレンシア県ゴデーリャは、バレンシア州の州都バレンシアの北西6㎞に位置する町である。前身クラブにはPBゴデーリャがある。PBゴデーリャは1990-91シーズンから1995-96シーズンまでリーガ・フェミニーナ・バロンセストで6連覇し、コパ・デ・ラ・レイナでも4回優勝した。1991-92シーズンと1992-93シーズンには女子ユーロリーグで2連覇し、1993-94シーズンと1994-95シーズンにも準優勝した名門クラブだった。
PBゴデーリャが解散したことで、1996年に後継クラブのポプラール・バスケット・ゴデーリャが設立された。1998年には州都バレンシアを拠点とする建設会社のロス・カサレスがクラブを取得し、ロス・カサレス・バレンシアという名称となった。2000-01シーズンには新クラブとして初めてリーガ・フェミニーナで優勝した。2001-02シーズンにはリーグで2連覇し、コパ・デ・ラ・レイナで初優勝した。女子ユーロリーグに初参戦したがグループステージ敗退に終わっている。
2006-07シーズンの女子ユーロリーグでは、決勝でロシアのWBCスパルタク・モスクワに敗れて準優勝だった。2006-07シーズンから2009-10シーズンには国内リーグと国内カップの2冠を4シーズン連続で達成した。2011-12シーズンの女子ユーロリーグ決勝はバロンセスト・リバスとの同国対決となったが、65-52で勝利して初優勝した。女子ユーロリーグ優勝の2か月後、いちどはクラブ解散を発表した。しかし結局、2012-13シーズンは3部リーグに相当するバレンシア州1部リーグ（全国3部に相当）でプレーを続けている。
2014年5月には男子クラブが有名なバレンシアBCの傘下に入った。

## 成績
| シーズン | 部  | 国内リーグ           | 順位 | 国内カップ | 欧州カップ戦             | 欧州カップ戦 |
| -------- | --- | -------------------- | ---- | ---------- | ------------------------ | ------------ |
| 1997–98  | 1部 | リーガ・フェミニーナ | 8位  |            |                          |              |
| 1998–99  | 1部 | リーガ・フェミニーナ | 6位  |            |                          |              |
| 1999–00  | 1部 | リーガ・フェミニーナ | 4位  | ベスト4    |                          |              |
| 2000–01  | 1部 | リーガ・フェミニーナ | 1位  | ベスト8    | 2 ロンチェッティ・カップ | ベスト64     |
| 2001–02  | 1部 | リーガ・フェミニーナ | 1位  | 優勝       | 1 女子ユーロリーグ       | GS敗退       |
| 2002–03  | 1部 | リーガ・フェミニーナ | 2位  | 優勝       | 1 女子ユーロリーグ       | ベスト8      |
| 2003–04  | 1部 | リーガ・フェミニーナ | 1位  | 優勝       | 1 女子ユーロリーグ       | GS敗退       |
| 2004–05  | 1部 | リーガ・フェミニーナ | 2位  | ベスト4    | 1 女子ユーロリーグ       | ベスト8      |
| 2005–06  | 1部 | リーガ・フェミニーナ | 4位  | 準優勝     | 1 女子ユーロリーグ       | ベスト16     |
| 2006–07  | 1部 | リーガ・フェミニーナ | 1位  | 優勝       | 1 女子ユーロリーグ       | 準優勝       |
| 2007–08  | 1部 | リーガ・フェミニーナ | 1位  | 優勝       | 1 女子ユーロリーグ       | ベスト8      |
| 2008–09  | 1部 | リーガ・フェミニーナ | 1位  | 優勝       | 1 女子ユーロリーグ       | ベスト8      |
| 2009–10  | 1部 | リーガ・フェミニーナ | 1位  | 優勝       | 1 女子ユーロリーグ       | 準優勝       |
| 2010–11  | 1部 | リーガ・フェミニーナ | 2位  | 準優勝     | 1 女子ユーロリーグ       | 4位          |
| 2011–12  | 1部 | リーガ・フェミニーナ | 1位  | 準優勝     | 1 女子ユーロリーグ       | 優勝         |
| 2012–13  | 3部 | バレンシア州1部      | 5位  |            |                          |              |
| 2013–14  | 3部 | バレンシア州1部      | 3位  |            |                          |              |

## タイトル

### 国際大会
- 女子ユーロリーグ (1): 2011-12

### 国内大会
- リーガ・フェミニーナ・バロンセスト (8): 2001, 2002, 2004, 2007, 2008, 2009, 2010, 2012
- コパ・デ・ラ・レイナ（英語版） (7):  2002, 2003, 2004, 2007, 2008, 2009, 2010
- スーペルコパ・デ・エスパーニャ（英語版） (6): 2004, 2005, 2007, 2008, 2009, 2010

## 歴代所属選手
- ローレン・ジャクソン
- サンチョ・リトル
- チャミーク・ホールドスクロー
- マヤ・ムーア
- マウゴジャータ・ディデック
- デリシャ・ミルトン＝ジョーンズ
- ケイティ・ダグラス
- キャンディス・ウィッジンズ
- ベッキー・ハモン
- アン・ワウテルス
- Razija Mujanović
- ヤナ・ベセラ
- ベリンダ・スネル
- アマヤ・バルデモーロ
- レベッカ・ブランソン
- スージー・バトコビッチ
- エリサ・アギラール
- アンナ・モンタニャーナ
- トリシャ・ファロン
- シャノン・ジョンソン
- マルタ・フェルナンデス
- マリエル・ページ
- Evanthia Maltsi
- シャイ・マーフィ
- ニッキー・アノサイク
- タージ・マクウィリアムス・フランクリン

出典は公式サイト